# Dodécanol
Le dodécanol est un alcool de formule semi-développée C12H25OH, existant sous la forme de nombreux isomères (le dodécane possédant 355 isomères). Les six isomères à chaîne linéaire sont :
- le dodécan-1-ol ou alcool laurylique ;
- le dodécan-2-ol ;
- le dodécan-3-ol ;
- le dodécan-4-ol ;
- le dodécan-5-ol ;
- le dodécan-6-ol.

Le gallate de dodécyle est un composé résultant de l'estérification de l'acide gallique par du dodécanol.

## Utilisations
Le dodécanol est principalement utilisé dans la fabrication de produits cosmétiques (shampoing…) pour l'odeur.